# Drepanogynis strigulosa
Drepanogynis strigulosa är en fjärilsart som beskrevs av Louis Beethoven Prout 1915. Drepanogynis strigulosa ingår i släktet Drepanogynis och familjen mätare. Inga underarter finns listade i Catalogue of Life.